# Jieprenrivier
Jieprenrivier (Zweeds: Jieprenjåkka, Samisch: Jiebrenjohka) is een rivier die stroomt in de Zweedse  gemeente Kiruna. De rivier verzorgt de afwatering van de hellingen van de Jiepren- en Laireberg, maar ook van het daartussen liggende Jieprenmeer. De rivier stroomt naar het zuidwesten en mondt uit in de Jieprenbaai, een deel van het Torneträsk. Ze is circa 5 kilometer lang.
Afwatering: Jieprenrivier → (Torneträsk) → Torne → Botnische Golf